# United States Golf Association
La United States Golf Association (USGA) è l'associazione nazionale degli Stati Uniti dei campi da golf, golf club e strutture golfistiche e il governing body del golf per gli Stati Uniti e il Messico. In collaborazione con il The Royal and Ancient Golf Club of St Andrews produce e interpreta le regole del golf. La USGA fornisce inoltre in sistema di handicap per i giocatori di golf, organizza 13 tornei nazionali, inclusi lo U.S. Open, lo U.S. Women's Open e lo U.S. Senior Open, e controlla la conformità dell'attrezzatura da golf.
Il Bob Jones Award è il più alto premio attribuito dall'USGA come riconoscimento ai giocatori che si distinguono nella pratica del golf. È stato consegnato per la prima volta nel 1955.

## Storia

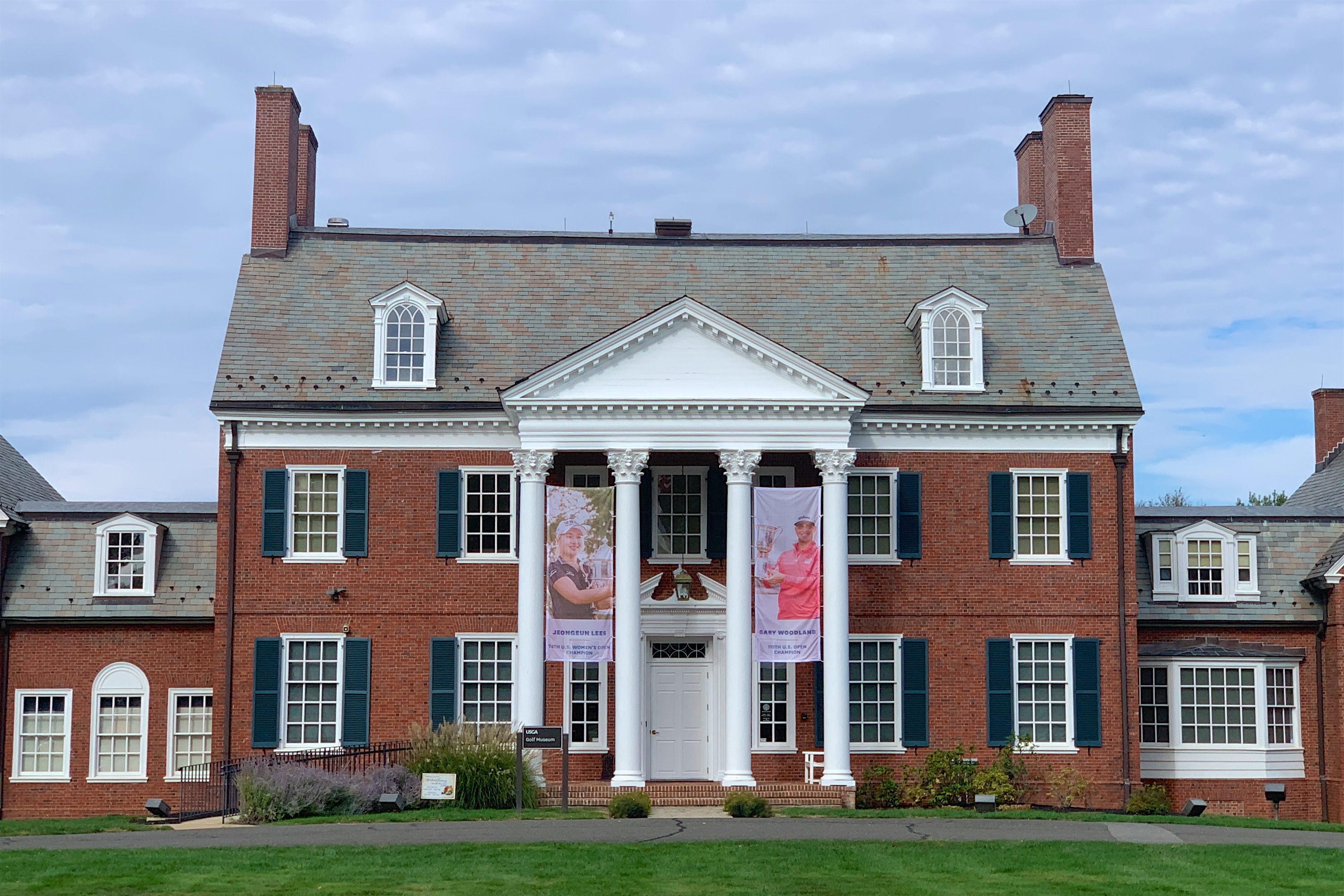
USGA Museum a Liberty Corner, New Jersey

La USGA fu fondata nel 1894 per risolvere una disputa fra le competizioni nazionali dei dilettanti. In quell'anno sia il Newport Country Club sia il Saint Andrew's Golf Club di Yonkers dichiararono “campione nazionale amateur” il vincitore del proprio torneo. Quell'autunno i rappresentanti del Newport Country Club, del Saint Andrew's Golf Club, del Chicago Golf Club, del The Country Club e del Shinnecock Hills Golf Club si incontrarono a New York per istituire un governing body nazionale, che avrebbe controllato i tornei e le Regole del golf. La Amateur Golf Association of the United States fu fondata il 22 dicembre 1894 e fu dopo breve rinominata United States Golf Association. Il primo presidente fu Theodore Havemeyer, e lo U.S. Amateur Trophy porta il suo nome.
Il primo U.S. Amateur fu organizzato nel 1985 al Newport Country Club e fu vinto da Charles B. Macdonald. Il primo U.S. Open fu organizzato il giorno seguente. Fino al 1898 i due eventi furono organizzati nello stesso club. Ad oggi la USGA organizza 13 tornei nazionali, di cui 10 per dilettanti.
La USGA si espanse gradualmente oltre i cinque club originali. Nel 1910 erano 267 i club membri, 1138 nel 1932. Nel 1980 erano oltre 5000, e ad oggi sono oltre 9700.

## Tornei organizzati dalla USGA
La USGA organizza i seguenti tornei:

### Tornei Open
Un torneo open è una competizione a cui possono accedere si professionisti che dilettanti. I due maggiori Open negli Stati Uniti sono:
- U.S. Open – senza restrizioni di sesso o età, è richiesto un handicap minore o uguale a 1,4. Fondato nel 1895, è uno dei quattro tornei Major.
- U.S. Women's Open – per le signore, senza restrizioni di età, con un handicap minore o uguale a 4,4. È uno dei Major femminili.
- U.S. Senior Open – senza restrizioni di sesso, per giocatori over 50, con handicap minore o uguale a 3,4.

### Tornei per dilettanti
- U.S. Amateur
- U.S. Women's Amateur

Tornei per under 19:
- U.S. Junior Amateur
- U.S. Girls' Junior

Tornei per senior:
- U.S. Senior Amateur
- U.S. Senior Women's Amateur

Per over 25:
- U.S. Mid-Amateur
- U.S. Women's Mid-Amateur